# Каннера
Каннера (умерла ок. 530 года) — святая дева, отшельница с острова Иниш Катах, Ирландия. День памяти — 28 января.
Святая Каннера (Cannera, Conaire), или Кэндер (Cainder), или Киннера (Kinnera), дева была отшельницей, жившей на острове Иниш Катах (Скаттери). О ней мало что известно, за исключением истории, связанной со св. Сенаном (Senan, память 8 марта), который был настоятелем монастыря на реке Шеннон, в который ходили умирать, но только мужчины. Святая Каннера была из Бантри (Bantry), что в южной Ирландии. Когда она почувствовала, что приходит её смертный час, она без остановок пошла в монастырь св. Сенана и перешла туда по воде, так как никто не хотел брать её в место, запретное для женщин. По её прибытии настоятель был непреклонен в том, что женщины не должны входить за монастырскую ограду. Мотивируя тем, что Христос был распят также и за женщин, она убедила настоятеля сотворить над ней последнюю молитву на острове и похоронить её на самом дальнем краю. На его аргументы, что волны смоют её могилу, она ответила, что оставляет это на Промысел Божий.
Каннера поведала настоятелю о тех видениях, которые были у неё в келье в Бантри.
Смешанные, мужские и женские монастыри в ту пору уже существовали в Ирландии.
Быть может потому, что св. Каннера прошла по водам, моряки считают её своей покровительницей и салютуют, проходя около место её упокоения на острове Скаттери, отмеченного флагом. Они считают, что камушки с острова защищают от кораблекрушений. В гаэльских стихах XVI века о молитве св. Каннеры говорится: «Bless my good ship, protecting power of grace…»